# Мариуполь (аэропорт)
Междунаро́дный аэропо́рт Мариу́поль (укр. Міжнародний аеропорт Маріуполь) — международный аэропорт города Мариуполь.
После масштабной реконструкции 2003 года пропускная способность аэропорта составляла 200 пассажиров в час. Аэропорт расположен в 5 км к западу от города. Закрыт с 2014 года из-за войны в Донбассе.

## История
В 1967 году началось строительство аэропорта.
До 1993 года аэропорт «Мариуполь» находился в составе Донецкого объединённого авиаотряда.
С 1 ноября 2001 года аэропорт находился в долгосрочной аренде Мариупольского металлургического комбината (ММК).
В период с 2003 по 2005 год ММК провёл масштабную реконструкцию аэропорта. Генеральным подрядчиком выступила мариупольская строительная компания ООО «Степ».
В 2004 году были приобретены два новых самолёта Ан-140-100. Аэропорт получил статус международного.
В 2004 году было перевезено 11 тыс. пассажиров, в 2006 году — 18 тыс., а в 2007 году — более 20 тыс.
После смены собственника ММК в 2010 году руководство предприятия досрочно расторгло договор аренды. В декабре 2011 года аэропорт перешёл в собственность города, а в январе 2012 года новым арендатором аэропорта стал Азовобщемаш.
19 июня 2014 года аэропорт был закрыт из-за войны в Донбассе. Полёты прекратились, аэропорт превратился в военный штаб.
В апреле 2016 года военные освободили здание аэропорта, но в целях безопасности полеты в Мариуполь не возобновлялись.
В 2021 году стало известно, что новый Мариупольский региональный аэропорт будет построен на стыке двух областей — Донецкой и Запорожской.
В ходе боёв за Мариуполь в 2022 году, здания аэропорта получили повреждения.